# Voo Sol Líneas Aéreas 5428
O voo Sol Líneas Aéreas 5428 caiu perto das cidades de Los Menucos e Prahuaniyeu, em Río Negro, Argentina. O voo fez a última parte da rota que incluiu as cidades argentinas de Córdova, Mendoza, Neuquén e Comodoro Rivadavia, em 18 de maio de 2011. Seus 22 ocupantes (18 passageiros adultos, 1 criança e 3 tripulantes) morreram no local, sendo o quarto acidente fatal na história das aeronaves Saab 340 e o primeiro em número de vítimas.

## Investigação
O avião era um Saab 340 prefixo LV-CEJ que sofreu formação de gelo em sua estrutura.
O Conselho de Investigação de Acidentes de Aviação Civil (JIAAC) publicou em 2015 o Relatório Final (IF) do Arquivo 9611, que indica entre as causas que ocorreram a perda de controle da aeronave e o impacto descontrolado no solo. por "formação de gelo severa", devido à combinação dos seguintes fatores:
- Entre em uma área de condições de congelamento, com monitoramento inadequado dos sinais de alerta do ambiente externo (temperatura, nebulosidade, precipitação e acúmulo de gelo) e interno (velocidade, ângulo de ataque), o que permitiu uma operação prolongada em condições severas de formação de gelo.
- Previsão de gelo leve, uma vez que as condições encontradas corresponderam a gelo intenso, o que levou à falta de percepção do perigo meteorológico específico.
- Avaliação inadequada dos riscos; portanto, medidas de mitigação, como instruções adequadas (distribuição de tarefas na cabine, revisão da operação de sistemas anticongelantes, limitações, uso de energia, uso do piloto automático, diversão, entre outros).
- Aumento da condição de estresse que motivou um déficit de atenção distributiva devido a uma expectativa não satisfeita do contexto operacional.
- Condições de gelo que excederam a eficácia dos sistemas de proteção anticongelante certificados na aeronave (FAR 25 Apêndice C).
- Uso inadequado da velocidade, mantendo-a próxima à perda durante o voo em condições de formação de gelo.
- Uso inadequado do piloto automático ao não selecionar o modo IAS ao voar em condições de gelo.
- Cumprimento parcial dos procedimentos estabelecidos no Manual de Voo e no Manual de Operações da aeronave, no que diz respeito à entrada em áreas de voo com gelo com características severas.
- Atraso no reconhecimento da aeronave que entra em uma condição de perda de sustentação, confundindo a vibração produzida pelas hélices contaminadas por gelo com o impacto que anuncia a perda de sustentação.
- Desempenho do Stick Shaker e perda de elevação em velocidades mais baixas do que o esperado em condições sem formação de gelo.
- Técnica de recuperação inicial de perda de sustentação não apropriada para as circunstâncias do voo, onde era prioritário diminuir o ângulo de ataque em detrimento da perda de altitude.
- Comportamento incomum dos comandos de voo do aileron, durante a perda de controle, provavelmente devido ao acúmulo de gelo na superfície anterior a eles, o que impossibilitou a recuperação da aeronave.
- Aumento da situação de estresse na tripulação, o que afetou a tomada de decisão operacional".

O relatório também expressa algumas "condições potencialmente perigosas, não causais do presente evento", relacionadas ao "contexto organizacional e operacional da empresa", como:
- Especificações operacionais desatualizadas do operador
- Conformidade parcial com o disposto no RAAC 121.133 - Apêndice A, referente à atualização dos manuais de operação do operador.
- Programação de tripulação realizada por um gerenciamento que não seja o gerenciamento de operações
- Manuais de aeronaves desatualizados
- Programas instrucionais não adequados aos especificados pelo fabricante em relação à recuperação de perdas de elevação.
- Conformidade parcial com o disposto no RAAC 121.407 - Apêndice G, referente às instruções (Simulação LOS) do operador.
- Falha no cumprimento de duas diretivas de aeronavegabilidade relacionadas à manutenção da hélice.

E relacionadas ao "Contexto Sistêmico":
- Falta de cobertura de comunicações VHF na rota em que a aeronave estava operando. Serviço meteorológico não presente durante todas as horas de operação da empresa, na balança.[3]

Além disso, o IF do LV-CEJ contém Recomendações de Segurança Operacional dirigidas à divisão AIG da ICAO (Organização Internacional da Aviação Civil) com o objetivo de "promover a geração de um novo conceito de treinamento e qualificação da tripulação", não contemplado em sua totalidade na regulamentação vigente, no que diz respeito ao reconhecimento e recuperação de perdas de içamento e atitudes anormais a serem totalmente considerados com os sistemas de alerta, proteção e automação do avião; através de recomendações às Autoridades Aeronáuticas, Fabricantes de Aeronaves, Companhias Aéreas e Centros de Treinamento e Instrução de Simuladores, a fim de contribuir para a Segurança Operacional no Transporte Aéreo.

### Tripulação
Juan Adalberto Raffo e Adriano Bolatti eram o piloto e o co-piloto, respectivamente.
Raffo, 45 anos no momento de sua morte, tinha 20 anos de experiência pilotando aeronaves, primeiro na Prefeitura Naval Argentina, depois na Southern Winds até o fechamento da empresa e na Sol por 5 anos. Morava na cidade de Córdoba, perto do aeroporto. Era casado e pai de quatro filhos.
Bolatti morava em Rosário, era divorciado e tinha dois filhos pequenos.
A comissária de bordo era Jessica Fontán, 25 anos, de Rosário. Era também a delegada do sindicato representando seus colegas na guilda aeronavegável e já havia feito várias reivindicações por anomalias que ela detectou no funcionamento normal da empresa.

## Aeronave
A aeronave Saab prefixo LV-CEJ foi uma aeronave de 1985 que iniciou suas operações naquele ano na companhia aérea Comair sob o registro N344CA, adquirida em 1997 pela Nortwest Express Airline, operando sob o registro N112PX e passando sob o mesmo registro nas mãos da Fina Air em 2003. Posteriormente, em 2006, foi operada pela companhia aérea RegionsAir, ainda mantendo seu registro, e em 2010 foi finalmente comprada pela Sol Lineas Aereas, operando sob o registro LV-CEJ até o dia do acidente, que destruiu totalmente a aeronave.
Possuía dois motores GE CT7-5A2, seu número de série era 25, seu número de teste era SE-E25 e era do tipo 340A.

## Mayday! Desastres Aéreos
Este acidente foi reconstituído na 20ª temporada da série Mayday! Desastres Aéreos, do National Geographic Channel no episódio "Acidente aéreo na Patagônia" em Portugal. Na Espanha e restante da América Latina (exceto Guianas e Caribe anglófono) é intitulado "Descenso de hielo". No Brasil o episódio foi transmitido como "Queda no Deserto".